# アンドール・リリエンタール
アンドール・リリエンタール（Andor Lilienthal、1911年5月5日 – 2010年5月18日）は、ハンガリーのチェス選手。ロシア帝国モスクワ生まれ。
2歳のときに両親とともにハンガリーへと移るが、その後の1935年に再びソビエト連邦へと移住し、1939年に市民権を得た。1940年のソビエト選手権で優勝している。
1950年にグランドマスターの称号が制定されると、27人のグランドマスターのうちの一人に選ばれた。1976年に引退し、ハンガリーへと戻っている。